# Haji Omar
Haji Omar (ur. 1951 w Kalushah, zm. 26 października 2008 w Południowym Waziristanie) – były afgańsko-pakistański przywódca plemienny i separatysta, przywódca nieuznawanego państwa Waziristan w roku 2006.
Pochodził z Kalushah, 10 km od Wany. latach 80. walczył z Armią Czerwoną i jej sojusznikami, jednak deklarował się także jako wróg USA. Pod koniec lat 80. wyjechał do Dubaju, ale powrócił do Afganistanu podczas rządów talibów. W 2001 przeniósł się do Waziristanu, gdzie organizował lokalne grupy radykalnych muzułmanów. Domagał się wprowadzenia szariatu. Przywódca organizacji pakistańskich talibów, powiązanej z Tehrik-i-Taliban Pakistan od 2004 roku, wybrany po śmierci Nek Muhammada Wazira. W Waziristanie odgrywał mniejszą rolę od formalnie niżej postawionego Baitullaha Mehsuda.
Zabity w nalocie amerykańskiego lotnictwa 26 października 2008 razem z 16 innymi osobami.